# 蜘蛛人：重生日
《蜘蛛人：重生日》（英語：Spider-Man: Brand New Day）是一部2026年美國超級英雄電影，改編自漫威漫畫旗下的超級英雄角色蜘蛛人，由哥倫比亞影業與漫威影業共同製作，並由索尼影視娛樂負責發行。該片為2021年電影《蜘蛛人：無家日》的續集，漫威電影宇宙的第38部電影作品，屬於漫威電影宇宙第六階段，由德斯汀·丹尼爾·克雷頓執導，克里斯·麥肯納和艾瑞克·桑默斯共同編劇，湯姆·霍蘭德、千黛亞、雅各布·貝塔隆、莎蒂·辛克、麗莎·科隆-扎亞斯、強·柏恩瑟、馬克·盧法洛、麥可·曼多和特拉梅爾·蒂爾曼主演。
《蜘蛛人：重生日》排定2026年7月31日於美國上映。

## 演員
| 演員          | 角色                    | 備註 |
| ------------- | ----------------------- | --- |
| 湯姆·霍蘭德   | 彼得·帕克／蜘蛛人       | 前復仇者成員，在被受放射性感染的蜘蛛咬傷後，便獲得蜘蛛般的能力。多元宇宙事件中因為史蒂芬·史傳奇施展遺忘魔咒後，自己已從世人的記憶中徹底抹除，目前聚焦於紐約的街頭犯罪。 |
| 千黛亞        | 蜜雪兒·「MJ」·瓊斯-沃森 | 彼得的前高中同學兼前女友。 |
| 雅各布·貝塔隆 | 奈德·利茲               | 彼得的前摯友及同學。 |
| 強·柏恩瑟     | 法蘭克·卡索／制裁者     | 善用槍械武器打擊犯罪的義警，其手法極為暴力和兇殘。 |
| 馬克·盧法洛   | 布魯斯·班納／浩克       | 復仇者成員兼天才科學家。因被過量伽瑪射線照射而導致身體突變，能夠變身成為擁有無窮破壞力的「浩克」。                                                                      |
| 麥可·曼多     | 麥克·加根／蠍子人       | 重罪犯，以前在與亞德里安·圖姆斯交易武器時被彼得制伏。 |

此外，莎蒂·辛克、麗莎·科隆-扎亞斯和特拉梅爾·蒂爾曼出演未公布的角色。

## 製作

### 開發

#### 新三部曲計畫、罷工開始
2019年8月，據報導索尼影視娛樂將與漫威影業及其總裁凱文·費吉共同製作《蜘蛛人：無家日》以及《蜘蛛人4》。同月，索尼影業宣布，由於雙方無法達成協議，索尼將在沒有漫威影業和凱文·費吉的參與下製作《無家日》。在引起粉絲的強烈負面反響後，索尼與漫威的母公司迪士尼重新進行談判，並在9月底宣布了雙方達成了新的協議，並允許漫威影業和費吉與艾米·帕斯卡共同參與《無家日》的製作。2021年2月，湯姆·霍蘭德透露，《無家日》將是他最後一部與漫威和索尼簽約的電影，但表示如果片商邀約，他希望未來能繼續出演蜘蛛人。7月，出演蜜雪兒·瓊斯的千黛亞表示，她不知道會否製作《蜘蛛人4》。10月，霍蘭德表示，《無家日》被視為漫威電影宇宙的蜘蛛人系列電影的「終點」。他補充，漫威電影宇宙的任何後續蜘蛛人電影都將與前三部曲有所不同，並將有所調整。
2021年11月，霍蘭德透露他不確定是否該繼續拍攝蜘蛛人電影，不想三十歲後仍在演蜘蛛人，並表示有意交棒給邁爾斯·莫拉雷斯。儘管如此，帕斯卡表示希望在未來的蜘蛛人電影中與霍蘭德繼續合作，並表示新的蜘蛛人三部曲的首部電影即將開始製作。據《好萊塢報導》稱，索尼尚未正式公布新三部曲的後續計畫，但索尼希望繼續與漫威影業合作。對此，霍蘭德透露自己不清楚有關新三部曲的計畫，但目前正在討論一些「非常、非常令人興奮的事情」。12月，霍蘭德補充，他已經實現了自己對該角色的期望，如果最終沒有出演其他後續電影，他將準備告別蜘蛛人，並對離開該系列感到難過。帕斯卡透露，她希望索尼和迪士尼的合作關係能夠永遠持續下去，而費吉承諾雙方的合作關係不會像《無家日》開發期間一樣再次破裂，並證實他已開始與帕斯卡、索尼和迪士尼討論有關《蜘蛛人4》的故事。故事將延續彼得在《無家日》結尾作出的「重大決定」，將自己從世人的記憶中徹底抹除。
2022年4月，當蜘蛛人前三部曲的導演強·華茲辭去《驚奇4超人：第一步》導演職務後，索尼原本期待華茲回歸執導《蜘蛛人4》。5月，索尼影業執行長兼董事長湯姆·羅斯曼證實，他希望前三部曲的「整個團隊」都能回歸，包括華茲、霍蘭德和千黛亞。2023年2月，費吉透露已開始劇本創作。5月，受2023年美國編劇協會大罷工影響，《蜘蛛人4》的開發工作被擱置。帕斯卡透露，一旦罷工結束，開發工作將恢復進行。霍蘭德透露，他曾參與過有關《蜘蛛人4》的劇本會議，但受罷工影響，會議目前暫時擱置。

#### 罷工結束
演員工會罷工於2023年9月結束後，霍蘭德在11月證實，有關《蜘蛛人4》的討論已重新開始進行。他補充，只有能夠「忠實呈現」蜘蛛人這個角色時，他才會回歸拍攝《蜘蛛人4》。知名娛樂新聞記者傑佛瑞·史奈德透露漫威影業正在考慮由德魯·戈達德和林詣彬執導《蜘蛛人4》，克里斯·麥肯納和艾瑞克·桑默斯回歸編寫劇本，霍蘭德和千黛亞預計都將回歸出演。電影預定於2024年9月或10月開拍，而千黛亞主演的劇集《高校十八禁》第三季將推遲拍攝。3月，據《綜藝》報稱，劇本仍在創作中，導演和拍攝日期尚未確定。4月，霍蘭德透露，他們正處於罷工結束後的階段，需要給予編劇們足夠的劇本開發時間。他補充，自己「永遠都想拍攝蜘蛛人電影」，並將自己的人生與事業歸功於《蜘蛛人》系列，但亦重申，他希望確保《蜘蛛人4》以正確的方式製作，以傳承前三部曲的精髓。霍蘭德還透露，由於這次參與創作的時間比前幾部蜘蛛人電影早得多，因此他能夠對《蜘蛛人4》的故事有更多投入。7月，費奇透露劇本草稿「很快就會」提交，而華茲由於日程繁忙，可能無法執導《蜘蛛人4》。最終華茲選擇不會回歸執導。
在進一步完善劇本後，索尼和漫威開始與不同的導演會面。2024年9月，德斯汀·丹尼爾·克雷頓為執導電影進行早期洽談，而他也被片商列為導演的首選。此前，克雷頓曾為漫威執導2021年電影《尚氣與十環傳奇》，並於2021年12月與漫威影業簽下更多的協議，其中包括執導《尚氣》以及開發Disney+2025年影集《神力人》。克雷頓也曾於2022年7月獲聘執導《復仇者聯盟：康之王朝》，但由於檔期問題最終辭去導演職務，而該片後來也更名為《復仇者聯盟：末日之戰》。據稱，漫威影業將優先拍攝《蜘蛛人4》，然後才是《尚氣2》。同月，麥肯納和桑默斯確認回歸編寫劇本，而霍蘭德和千黛亞正在洽談回歸出演，拍攝預計將於2025年年初開拍。史奈德透露，該片計劃於2026年上映，但對於千黛亞的戲份感到質疑，因為她在2025年的日程相當緊密，除了《蜘蛛人4》外，還有《高校十八禁》第三季以及《沙丘：第三部》將會開拍。10月，霍蘭德透露，在與千黛亞一起讀過劇本草稿後，他感到非常興奮，但仍覺得劇本還需要改進。霍蘭德表示，其中一個挑戰是如何融入漫威電影宇宙的整體規畫，並形容所需的時間安排「是一項艱鉅的任務，但憑藉我們優秀的製作團隊，絕對可以實現」。他補充，電影將於2025年年中開拍，他將要同時兼顧《蜘蛛人4》和另一部同樣於2026年上映的電影《奧德賽》的拍攝。千黛亞亦不用因為同時拍攝《蜘蛛人4》和《沙丘：第三部》造成檔期繁忙，後者當時延後至2026年年初開拍。 
2024年11月，據《綜藝》報稱，在千黛亞同樣加入《奧德賽》演員陣容後，仍然尚未清楚她會否回歸《蜘蛛人4》。史奈德報稱，電影預計將於2025年年末或2026年年初才會開拍，因此上映日期可能會推遲至2027年，部分原因是索尼並不打算讓《蜘蛛人4》與動畫電影《蜘蛛人：超越新宇宙》在同年上映，後者曾預計在2026年上映；後來《超越新宇宙》確定於2027年上映。12月，史奈德進一步報稱，由於行程問題，千黛亞的戲份將會「大幅減少」，拍攝將於2025年6月至10月進行，介於《高校十八禁》第三季和《沙丘：第三部》的拍攝日程之間。他補充，查理·考克斯預計亦將出演。此前，他曾在《蜘蛛人：無家日》以及多部漫威影集出演「夜魔俠」馬修·梅鐸。共生體也在劇本之中，彼得的一群新同學將會出現，而薩夏·拜倫·柯恩預計將回歸出演梅菲斯特。此前，他曾在Disney+影集《鋼鐵心》中首次出演該角色。

### 前期製作
2025年2月，電影確定將於2025年年中在倫敦開拍，上映日期延後一周至2026年7月31日，避免與同月上映的《奧德賽》競爭。3月，莎蒂·辛克簽約出演電影，其角色被描述為一個重要角色。此前有傳言指辛克將在漫威電影宇宙中飾演X戰警成員琴·葛雷。3月底，索尼於CinemaCon上宣布片名為《蜘蛛人：重生日》（Spider-Man: Brand New Day），片名取自2008年漫畫《重生日》。霍蘭德稱電影是繼《無家日》之後的「全新開始」。千黛亞和雅各布·貝塔隆預計將回歸。史奈德指出，《重生日》的故事將與《末日之戰》的事件同時發生，因此他認為霍蘭德會缺席出演《末日之戰》。5月，麗莎·科隆-扎亞斯簽約出演。
2025年6月，千黛亞和貝塔隆確認回歸，而強·柏恩瑟參與演出。此前，柏恩瑟曾在漫威Netflix系列電視劇《夜魔俠》第二季、《制裁者》以及Disney+影集《夜魔俠：重生》出演「制裁者」法蘭克·卡索。拍攝預計將於8日開始進行。7月，費吉確認柏恩瑟參演，並透露《無家日》的結局向觀眾承諾，他們將首次看到霍蘭德作為一個「真正的蜘蛛人」，獨自一人在紐約市打擊街頭犯罪，而不是應對猶如「世界末日」的事件。因此，漫威希望在《重生日》加入一些尚未與霍蘭德飾演的蜘蛛人有過互動的街頭英雄，例如制裁者。此外，費奇指出，制裁者在漫畫中首次登場在《超凡蜘蛛人》第1卷第129期。8月，據報導馬克·盧法洛和麥可·曼多將回歸飾演「浩克」布魯斯·班納和「蠍子人」麥克·加根，而特拉梅爾·蒂爾曼加入演出陣容。

### 拍攝
該片於2025年8月1日在格拉斯哥展開主要攝影，工作標題為「藍色綠洲」（Blue Oasis）。克雷頓的長期合作夥伴布雷特·帕夫拉克擔任攝影師。預計將在格拉斯哥市中心進行約兩週的拍攝，包括商人城、喬治廣場和特隆門街，場景則設在紐約市 。前作《無家日》由於新冠疫情僅限於攝影棚拍攝，對此霍蘭德很高興能在外景拍攝，重拾拍攝《返校日》的感覺。《重生日》的攝影棚製作定於白金漢郡的松林製片廠進行。
電影最初定於2025年年初開拍，但為了配合霍蘭德其他的日程安排，包括已開拍的《奧德賽》，《重生日》的拍攝進行了部分調整。

## 發行
《蜘蛛人：重生日》預定2026年7月31日於美國上映。此前，上映日期排定於7月24日。電影屬於漫威電影宇宙第六階段。

## 外部連結
- 互联网电影数据库（IMDb）上《蜘蛛人：重生日》的资料（英文）